# Coeliopsis hyacinthosma
Coeliopsis hyacinthosma là một loài thực vật có hoa trong họ Lan. Loài này được Rchb.f. mô tả khoa học đầu tiên năm 1872. Chúng là loài duy nhất trong chi Coeliopsis và là loài bản địa của Costa Rica và Panama.